# Neuendorf (Neuendorf-Sachsenbande)

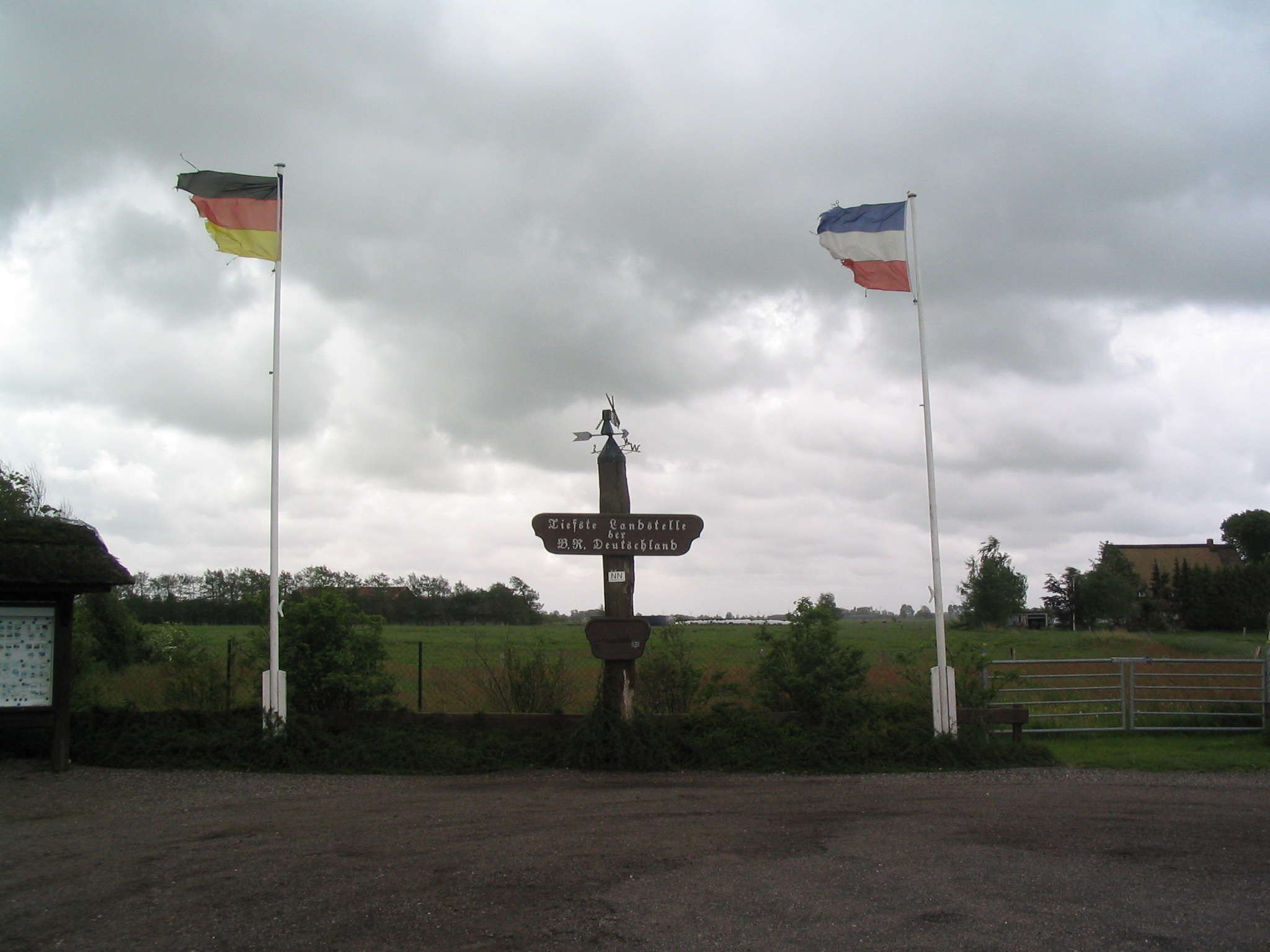
Neuendorf bei Wilster

Neuendorf – depresja, najniższy punkt Niemiec o wysokości 3,54 m p.p.m. położony w miejscowości Neuendorf-Sachsenbande (Szlezwik-Holsztyn).